# تپه میر علی اوجاقی
تپه میر علی اوجاقی مربوط به هزاره اول - سدهٔ ۵ ه.ق است و در شهرستان بیجار، بخش حومه، روستای الوند قلی واقع شده و این اثر در تاریخ ۸ مرداد ۱۳۸۱ با شمارهٔ ثبت ۵۹۲۷ به‌عنوان یکی از آثار ملی ایران به ثبت رسیده است.